# 南満洲鉄道プレニ型蒸気機関車
南満州鉄道プレニ型蒸気機関車（みなみまんしゅうてつどうプレニがたじょうききかんしゃ）は、南満洲鉄道が製造した単式2気筒で過熱式のテンダー式蒸気機関車である。

## 概要

### 登場の背景
南満州鉄道は1933年（昭和8年）にプレニ型はプレイ型の置き換え用と大連埠頭などでの入換作業用機関車として20両の製造を計画し、1935年（昭和10年）から日本車両と京奉鉄路唐山製造廠で製造された。

### 構造
プレ二型が走行していた大連港線の最小曲率半径はわずか75メートルと非常に狭く、曲線での通過性能を高めるため、プレ二型の動輪の固定軸距は2940 mmと他の満鉄機と比較すると小さい。ボイラーはダブ二と同一で煙管長はミカサより620 mm短くされ、動輪も一つ減らされて、ボイラー圧も13気圧に下げられて、シリンダーは30 mm縮小され、弁装置をミカサと同じとした。また、車両の入換や後進、後方確認を行うため、炭水車の炭庫側面と後端を大きく欠き取って後方視界を確保したスタイルが特徴的である。

## 保存
1996年にプレニ形248号機が鞍山製鉄所での廃車後、つくばみらい市のきらくやまふれあいの丘で保存されている、日本国内で唯一保存されている満鉄型蒸気機関車でもある。